# Peltidium maldivianum
Peltidium maldivianum is een eenoogkreeftjessoort uit de familie van de Peltidiidae. De wetenschappelijke naam van de soort is voor het eerst geldig gepubliceerd in 1940 door Sewell.